# Lhee
Lhee est un hameau situé dans la commune néerlandaise de Westerveld, dans la province de Drenthe.